# Desa Rejosari (administrativ by i Indonesien, Jawa Tengah, lat -6,96, long 109,61)
Desa Rejosari är en administrativ by i Indonesien.   Den ligger i provinsen Jawa Tengah, i den västra delen av landet, 300 km öster om huvudstaden Jakarta.